# Orangia sporadica
Orangia sporadica és una espècie de gastròpode eupulmonat terrestre de la família Charopidae.

## Distribució geogràfica
És un endemisme de la Polinèsia Francesa.